# Jos Van Geel
Jos Van Geel (Ukkel, 4 augustus 1955) is een Vlaams acteur en regisseur. Hij is de vader van Jonas Van Geel, eveneens acteur.
Zijn bekendste rol is die van dorpsgek Zotte Raymond in Lili en Marleen. Ook regisseerde hij seizoen 21 tot 25 van De Kotmadam met een totaal van 45 afleveringen.

## Biografie
Van Geel is afgestudeerd aan het conservatorium van Brussel in 1978 met een eerste prijs toneel en een eerste prijs voordracht. Zijn voornaamste leraren waren Senne Rouffaer, Ann Petersen, Walter Moeremans en Jan Decorte. Hij speelde de eerste tien jaar voornamelijk in theaters. Zo stond hij in grote schouwburgen zoals KVS en NTGent. Hij werkte in kindertheater (vooral Teater Poëzien in Gent) waar hij behalve acteerde ook regisseerde. In die periode schreef en bewerkte hij toneelstukken.
Vanaf de jaren 90 kwam er een ommekeer. Jos Van Geel werd eerst voor de VRT en later voor VTM gevraagd voor diverse tv-series. Daarnaast gaf Van Geel heel zijn loopbaan les dictie, drama, toneel, voordracht en zeggingskracht aan de academie van Buggenhout, regisseerde sporadisch bij amateurs en gaf jaarlijks theaterkampen in Frankrijk.

## Filmografie

### Belangrijke rollen
- Het Veenmysterie (1982) - als Jan
- Freddytex (1994) - als Tony
- Wat nu weer?! (1995-1998) - als Julien Dossche
- Lili en Marleen (1995-2009) - als zotte Raymond
- Hey pa! (1996) - als Pa
- Alle maten (1998-1999) - als Hugo Paulus
- Nuit d'amour (1999) - als opzichter
- Café Majestic (2000-2003) - als Willem Roossen
- Droge voeding, kassa 4 (2001-2003) - als Stan Leman
- Thuis (2008-2009) - als Pierre Snackaert
- Amika en de gevaarlijke stunt (2011) - als Umberto
- Familie (2013-2014, 2015) - als Danny Van Drogenbroeck
- GoGoGo! (2014-2016) - als voorzitter van Raad van Bestuur

### Gastrollen
- Oei! (1989)
- Postbus X (1989) - als secretaris van de notaris
- F.C. De Kampioenen (1991) - als Jean-Claude
- Familie (1992) - als hotelmedewerker
- F.C. De Kampioenen (1993) - als Gentil De Schepper
- Zomerrust (1993) - als meneer Appel
- Gaston Berghmans Show (1994)
- Wittekerke (1996) - als regisseur Serge
- Thuis (1996) - als Dedonder
- De Kotmadam (1996) - als Eugène
- Deman (1998) - als dokter Detaeye
- Verschoten & Zoon (1999) - als klant
- Schuif Af (2000)
- F.C. De Kampioenen (2000) - als pastoor
- Spoed (2000) - als René De Bock
- Wittekerke (2000-2001) - als Victor
- Recht op Recht (2001) - als Jos Peeters
- De Vermeire Explosion (2001)
- Verschoten & Zoon (2003) - als oom Sam
- Spoed (2004) - als meneer Puts
- Witse (2005) - als Frank Dellaert
- De Wet volgens Milo (2005) - als hypotheekadviseur
- Aspe (2006) - als Kamiel Persijn
- De Kotmadam (2006) - als Joris Vandam
- Kinderen van Dewindt (2007) - als douanier
- Wittekerke (2007) - als Pol Claeys
- De Kotmadam (2007) - als Piet
- 2 Straten verder (2009) - als Robert
- 2 Straten verder (2009) - als Van Laer
- De zonen van Van As (2012) - als Stan
- Amateurs (2014) - als organisator
- De Kotmadam (2016) - als klant
- De Kotmadam (2018) - als klant
- De Kotmadam (2019) - als vader van Lukas